# یانیس اسماراگدیس
یانیس اسماراگدیس (یونانی: Γιάννης Σμαραγδής؛ زادهٔ ۱۹۴۶ (۷۸–۷۹ سال)) کارگردان و فیلم‌نامه‌نویس اهل یونان است. از فیلم‌هایش خدا عاشق خاویار است را می‌توان نام برد.